# Sprinter Lighttrain
A Sprinter Lighttrain vonatok a Holland Államvasutak, a Nederlandse Spoorwegen (NS) villamos motorvonatai. Első példányaik 2008 végén álltak forgalomba.

## Alkalmazási terület
A Sprinter név az S-Bahn-szerű közlekedésre utal, mely a széles beszállóajtókon keresztül gyors utascserét tesz lehetővé, a Lighttrain pedig a könnyen átjárható és a vezetőfülkéből is jól áttekinthető utasteret jelenti. A motorvonatok, melyek a Német Vasút, a DB bevált 425 sorozatának továbbfejlesztésével jöttek létre, Hollandia nyugati részének elővárosi és regionális forgalmának ellátására készülnek és fokozatosan felváltják a régebbi típusokat.
A vonatoknak meg kell felelniük az új holland vasúti törvény az RKS (Regeling keuring spoorvoertuigen) előírásainak, mely többek között megfelelő ütközésbiztonságot (ütközés egy 15 t tömegű tárggyal 110 km/h sebességgel) ír elő.

## Gyártók

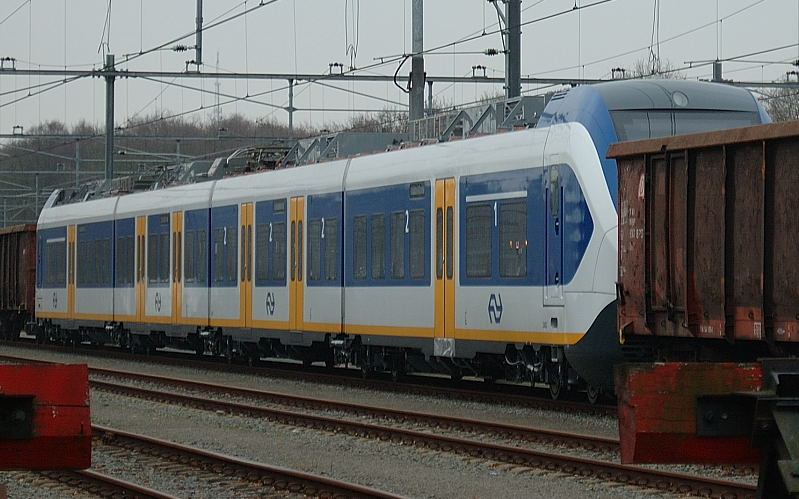
Az NS elsőként elkészült, 2402 pályaszámú négyrészes Sprinter Lighttrain motorvonata Amersfoortba érkezik

A vasúttársaság 2005. július 20-án kötött keretszerződést és bízta meg ennek keretében először összesen 35 motorvonat (18 db négyrészes és 17 db hatrészes szerelvény) gyártásával a Bombardier Transportation és a Siemens Transportation Systems alkotta konzorciumot. A hatrészes vonatokat kocsiszekrényeit a Siemens Krefeld-Uerdingenben található üzeme, míg a négyrészesekét a konzorciumvezető Bombardier hennigsdorfi üzeme készíti. Mindkét változat forgóvázai a Siemens grazi, hajtáselektronikája és vontatómotorjai a Siemens nürnbergi üzeméből, míg segédüzemi áramátalakítói a Bombardier mannheimi üzeméből származnak. Valamennyi vonatot az aacheni Bombardier-üzem helyezi üzembe.
Az összesen öt opciót tartalmazó keretszerződés második opcióját az NS 2007 szeptemberében hívta le, melynek keretében további 32 db négyrészes és szintén 32 db hatrészes szerelvény szállítására adott megrendelést mintegy 399 millió euró értékben, melyből a Bombardier 162, míg a Siemens 237 millió euróval részesedik. Az egyes üzemek közötti feladatmegosztás az első megrendelésével azonos. Ez a 64 motorvonat 2009 októbere és 2010 novembere között készül el.